# يامبياس
بلدية يامبياس (بالإسبانية: Llambillas) هي بلدية تقع في مقاطعة جرندة التابعة لمنطقة كتالونيا شمال شرق إسبانيا.

## الديموغرافيا
بلغ عدد سكان بلدية يامبياس 717 نسمة عام 2011 (وفقاً للمعهد الوطني الإسباني للإحصاء).
| 448 | 450 | 491 | 585 | 641 | 678 | 717 |